# Joshua Leonard
Joshua Granville Leonard (Houston, 17 juni 1975) is een Amerikaans acteur, filmregisseur, filmproducent en scenarioschrijver. 

## Biografie
Leonard werd geboren in Houston als zoon van schrijfster en een theaterprofessor, en groeide op in centraal Pennsylvania. Op zesjarige leeftijd speelde hij zijn eerste rol in een toneelstuk, dit op aandringen van zijn vader. In zijn tienerjaren wilde hij geen toekomst in het acteren, en op zestienjarige leeftijd verbleef hij een half jaar in Mexico waar hij werkte bij een jeugdliefdadigheidsinstelling. Hierna keerde hij terug naar Amerika waar hij een jaar studeerde aan The Evergreen State College in Olympia (Washington). Hij verliet deze school en verhuisde naar Manhattan (New York) om daar zijn geluk te beproeven als filmmaker en fotograaf. Het acteren leerde hij daar aan het The New School en New York Film Academy. Zijn werkcarrière begon hij als fotograaf van muzikanten, zijn eerste baan was als fotograaf van het magazine BlackBook. Zijn carrière in de filmwereld begon al snel hierna, toen hij voor de documentairefilmmaatschappij Mystic Fire Video ging werken. Hier heeft hij onder anderen documentaires gemaakt over Allen Ginsberg, Dalai lama en Joseph Campbell. 
Leonard begon in 1999 met acteren in de film The Blair Witch Project, waarna hij nog meerdere rollen speelde in films en televisieseries. 
Leonard is in 2015 getrouwd met actrice Alison Pill.

## Filmografie

### Films
Selectie:
- 2018: Unsane - als David Strine
- 2014: If I Stay - als Denny
- 2011: Shark Night - als Red
- 2008: Prom Night - als Bellhop
- 2006: The Shaggy Dog - als Justin Forrester
- 2000: Men of Honor - als PO2 Timothy Douglas Isert
- 2000: In the Weeds - als Adam
- 1999: The Blair Witch Project - als Joshua 'Josh' Leonard

### Televisieseries
Uitgezonderd eenmalige gastrollen.
- 2014-2017 Scorpion - als Mark Collins - 6 afl.
- 2017 StartUp - als Rance - 7 afl.
- 2016 Heartbeat - als Max - 7 afl.
- 2015-2016 Togetherness - als regisseur Dudley - 6 afl.
- 2015 Bates Motel - als James Finnigan - 6 afl.
- 2012-2013 The Mob Doctor - als Scott Parker - 2 afl.
- 2009 Hung - als Pierce - 3 afl.
- 2005 CSI: Miami - als Jim Markham - 3 afl.

### Computerspellen
- 2004 Fight Club - als Tyler
- 2004 The Chronicles of Riddick: Escape from Butcher Bay - als Coyne / Two Tongue

### Filmregisseur
- 2020 Fully Realized Humans - film
- 2018 Behold My Heart - film
- 2011 The Lie - film
- 2008 Beautiful Losers - documentaire
- 2005 The Youth in Us - korte film

### FIlmproducent
- 2022 The Drop - film
- 2020 Fully Realized Humans - film

### Scenarioschrijver
- 2022 The Drop - film
- 2020 Fully Realized Humans - film
- 2018 Behold My Heart - film
- 2013 Four Corners of Fear - korte film
- 2011 The Lie - film
- 2005 The Youth in Us - korte film

- Bibsys: 13032742
- Biblioteca Nacional de España: XX1556076
- Bibliothèque nationale de France: cb140526555 (data)
- Gemeinsame Normdatei: 132191482
- International Standard Name Identifier: 0000 0000 5337 3899
- Library of Congress Control Number: no99085949
- Nationale Bibliotheek van Tsjechië: xx0174089
- Nationale Bibliotheek van Israël: 987007386692205171
- Nationale Bibliotheek van Polen: a0000002700912
- Nederlandse Thesaurus van Auteursnamen: 271412135
- SNAC: w65727dt
- Système universitaire de documentation: 069303886
- Virtual International Authority File: 61749419
- WorldCat: E39PBJt8ktYDmjdVWkCCyjpkjC